# Четверіков Іван Антонович
Іва́н Анто́нович Четве́ріков (нар. 14 червня 1951, село Руська Конопелька, Суджанський район, Курська область, Росія — пом. 13 квітня 2004) — український політик. Колишній народний депутат України.

## Освіта
У 1988 році закінчив Український заочний політехнічний інститут імен Івана Захаровича Соколова за спеціальністю інженер-механік, «Металорізальні верстати та інструменти».

## Кар'єра
- 1966–1970 — учень Харківського автотранспортного технікуму.
- 1970 — старший диспетчер централізованої служби автоуправління, місто Харків.
- 1970–1972 — служба в армії.
- 1972–1974 — старший механік автомобільної колони № 2251, місто Харків.
- 1974 — водій бази виробничого обслуговування тресту «Харківнафтогазрозвідка», місто Балаклія Харківської області.
- 1974–1982 — начальник автомобільної колони № 3 Мінгазпрому СРСР, смт Білий Яр Березівського району Тюменської області.
- 1982–1988 — студент Українського заочного політехнічного інституту імені Соколова.
- 1994–1996 — заступник голови правління ВАТ «Мереф'янський склозавод», місто Мерефа Харківської області.
- 1997–1999 — заступник голови правління Харківського індустріального союзу.
- 1999 — голова правління ЗАТ «Нафтогазінвест», смт Чутове Полтавської області, директор Полтавської філії ДК "Торговий дім «Газ України» НАК «Нафтогаз України», місто Полтава.
- 1999–2002 — голова правління ВАТ «Полтавагаз», місто Полтава.

Був членом Аграрної партії України.
Помер 13 квітня 2004 після тяжкої хвороби.

## Парламентська діяльність
Народний депутат України 4-го скликання з 14 травня 2002 до 13 квітня 2004 від виборчого округу № 151 Полтавської області, самовисування. На час виборів: голова правління ВАТ «Полтавагаз», член Аграрної партії України. «За» 23,30 %, 13 суперників. Член фракції «Єдина Україна» (травень — червня 2002), член фракції «Регіони України» (з червня 2002). Заступник голови Комітету з питань екологічної політики, природокористування та ліквідації наслідків Чорнобильської катастрофи (з червня 2002).